# Radioterapia guiada por imagen
La radioterapia guidada por imagen (IGRT, image-guided radiotherapy) es una variada gama de sistemas que permiten obtener imágenes del volumen de irradiación en la misma mesa de tratamiento, inmediatamente antes o durante la sesión diaria de radioterapia y compararlas con las imágenes de referencia  de la planificación, para así corregir los errores existentes y mejorar la precisión y exactitud de la administración de la radioterapia.
En el proceso de IGRT se obtiene imágenes bidimensionales y tridimensionales durante un curso de tratamiento con radioterapia, que se utilizan para dirigir la irradiación utilizando las coordenadas de las imágenes de referencia de la planificación del tratamiento.
Las imágenes de referencia son las utilizadas para delinear los volúmenes de tratamiento y los órganos de riesgo en el proceso de la planificación de la radioterapia como se realiza en la radioterapia conformada en tres dimensiones. Existe una íntima conexión entre los procesos de obtención de imágenes de referencia y las imágenes obtenidas durante la sesión de radioterapia, ya que IGRT se basa directamente en las modalidades de obtención de imágenes de la planificación como coordenadas de referencia para localizar el volumen de tratamiento en el paciente. La variedad de tecnologías de imágenes médicas utilizadas en la planificación incluye tomografía axial computarizada (TAC) de rayos X , imágenes por resonancia magnética nuclear (RMN) y tomografía por emisión de positrones (PET), entre otras.
El paciente se coloca en la mesa de tratamiento en la misma posición que se planificó a partir del conjunto de datos de imágenes de referencia. Un ejemplo de IGRT incluiría la adquisición de un conjunto de datos de tomografía computarizada de haz cónico (CBCT) antes de la sesión de radioterapia y compararla con el conjunto de datos de planificación de tomografía computarizada (TAC) de la planificación. La IGRT también incluye radiografías planas de kilovoltaje (kV) o imágenes de megavoltaje (MV) obtenidas en la sesión de radioterapia y compararlas con radiografías digitales reconstruidas (DRR) de la TAC de planificación. Estos dos métodos comprenden la mayor parte de las estrategias de IGRT empleadas alrededor de 2013. Gracias a los avances en la tecnología de imágenes, combinados con una mayor comprensión de la biología humana  y tumoral a nivel molecular, el impacto de IGRT en el tratamiento con radioterapia continúa evolucionando.

## Objetivos y beneficios clínicos
La radioterapia guiada por imagen (IGRT) no es un concepto nuevo ya que muchos de los dispositivos utilizados existen desde hace años. El empleo de imágenes periódicas del paciente durante la posición de tratamiento para identificar errores de posicionamiento y variaciones en los órganos se debe a tres motivos:
1. El tratamiento cada vez más generalizado de la radioterapia de intensidad modulada (IMRT), con sus distribuciones de dosis más precisas, que ha aumentado la preocupación de los especialistas en Oncología Radioterápica y Radiofísica por las incertidumbres de los tratamientos. Debido al nivel de precisión requerido para la IMRT, se deben recopilar datos detallados sobre la ubicación de los tumores.
2. El uso generalizado de los dispositivos electrónicos de imágenes portales (EPID, electronic portal image device) ha puesto en evidencia que los errores en los tratamientos son habituales y es necesario corregirlos.
3. El desarrollo tecnológico de los sistemas de imágenes y su disponibilidad comercial.

El objetivo principal del proceso de IGRT es mejorar la precisión de la colocación del campo de radiación y reducir la exposición del tejido sano durante los tratamientos de radiación. A lo largo del siglo XX, se utilizaron márgenes de volumen objetivo de planificación (PTV) más grandes para compensar los errores de localización durante el tratamiento. Esto resultó en que los tejidos humanos sanos recibieran dosis innecesarias de radiación durante el tratamiento. Los márgenes de PTV son el método más utilizado para tener en cuenta las incertidumbres geométricas. Al mejorar la precisión mediante IGRT, la radiación se reduce en los tejidos sanos circundantes, lo que permite una mayor radiación al tumor para su control. El área de innovación más importante en la práctica clínica es la reducción de los márgenes de volumen objetivo de planificación (PTV) alrededor de la ubicación. La capacidad de disminuir aún más la dosis de irradiación al tejido normal y por lo tanto emplear estrategias de aumento de dosis, es un subproducto directo de la capacidad de ejecutar la terapia con la mayor precisión. Así, los sistemas de IGRT permiten tratamientos hipofraccionados (pocas sesiones de radiación de alta dosis) o con dosis única en pacientes potencialmente curativos como la radioterapia estereotáctica.
Las técnicas de radioterapia modernas y avanzadas, como la protonterapia y partículas cargadas, permiten una precisión superior en la administración de la dosis y la distribución espacial de la dosis efectiva. En el siglo XXI, esas posibilidades agregan nuevos desafíos a la IGRT, en lo que respecta a la precisión y confiabilidad requeridas. Por tanto, los enfoques adecuados son objeto de una intensa investigación.
La IGRT aumenta la cantidad de datos recopilados durante el curso del tratamiento. Con el transcurso del tiempo, ya sea para un individuo o una población de pacientes, esta información permitirá la evaluación continua y el perfeccionamiento adicional de las técnicas de tratamiento. El beneficio clínico para el paciente es la capacidad de monitorear y adaptarse a los cambios que pueden ocurrir durante el curso del tratamiento con radiación. Dichos cambios pueden incluir la reducción o expansión del tumor, o cambios en la forma del tumor y la anatomía circundante. La IGRT permite un tipo de radioterapia avanzada llamada radioterapia adaptada (ART, adaptive radiotherapy).

## Conceptos y etapas de la IGRT

### Incertidumbre
El proceso de planificación y tratamiento con radioterapia externa incluye una serie de incertidumbres geométricas inherentes a dicho proceso. Las principales fuentes de estas incertidumbres son:
1. Las inexactitudes en la delineación de los volúmenes
2. Los movimientos internos y externos del paciente
3. Las incorrecciones en el posicionamiento

Estas incertidumbres o errores en radioterapia se clasifican según su temporalidad:
- Errores aleatorios: Son los que aparecen por azar y no son constantes en el tiempo, variando de una fracción (sesión de radioterapia) a otra. Son debidos a las variaciones en la colocación diaria del paciente, a los movimientos internos de los órganos y a los movimientos del propio paciente durante la sesión diaria. Los errores al azar se clasifican según el momento en el que e producen en:
  - Errores interfracción: Los que se originan en variaciones  e incorrecciones sufridas en el tiempo que hay entre una sesión y otra de radioterapia, mientras no se está administrando la radiación del paciente. Incluye los errores en el posicionamiento y los movimientos de los órganos internos, como puede ser el desplazamiento de la próstata por el llenado o vaciado del recto o la vejiga.
  - Errores intrafracción: Los que se producen durante los minutos en los que el paciente está recibiendo una sesión de radioterapia. Incluyen los errores originados por los movimientos voluntarios del paciente y por los movimientos internos de los diferentes órganos y estructuras, como por ejemplo el movimiento pulmonar y de los órganos abdominales durante la respiración o el desplazamiento de faringo-laringe por la deglución de la saliva. Este tipo de errores son los que, en sesiones de tratamiento prolongadas en el tiempo, pueden disminuir el beneficio de la técnica de imagen guiada.
- Errores sistemáticos: Son los originados duante la fase de preparación de la radioterapia que, si no se corrigen, permanecen constantes durante todas las fracciones. Su repercusión sobre la dosis final real administrada en los volúmenes de tratamiento es mayor que la de los errores aleatorios.[5]

Por tanto, el objetivo principal de la IGRT es corregir, en la medida de lo posible, estos errores para que la dosis administrada al volumen de tratamiento se ajuste lo máximo posible a la dosis teórica calculada.

### Etapas de la IGRT
El proceso de IGRT consta de tres etapas:

#### Rastreo (tracking)
El tracking hace referencia a diversos pasos que incluyen la obtección de imágenes con el paciente posicionado en la mesa de tratamiento, la localización en dichas imágenes de las regiones anatómicas de interés, así como de los marcadores externos e internos, la determinación de la relación espacial entre esas estructuras y la comparación con las imágenes de referencia (maching), que deben ser las que se usaron para la planificación.

#### Cálculo de errores
Se calcula los errores existentes en la posición  de las estructuras que interesen en cada caso en relación con las imágenes de referencia. Este cálculo puede ser automático, siendo el software del sistema el que lo realiza; o puede ser manual, llevado a cabo por el operador (técnico de radioterapia). Las desviaciones respecto a la posición inicial se calculan en los tres ejes del espacio (longitudinal, transversal y vertical) y en los aceleradores más modernos también el eje de rotación de la mesa de tratamiento.

#### Corrección
Si el cálculo de errores se encuentra dentro de un rango de tolerancia establecido, por ejemplo ± 3 mm en cada uno de los ejes del espacio, no se realiza la corrección, pero si las desviaciones obtenidas están fuera de este intervalo, se harán efectivas. Existen dos estrategias de corrección:
1. Corrección online: La acción correctora es ejecutada justo antes de la irradiación diaria y consiste en modificar la posición del isocentro desplazando la mesa de tratamiento los milímetros que se han calculado de la desviación. Esta estrategia es la preferida al permitir corregir tanto errores sistemáticos como al azar (aunque siempre existen errores residuales).
2. Corrección offline: Las imágenes adquiridas en la IGRT son analizadas a posteriori y la acción correctora se realiza en un tiempo posterior. La estrategia offline determina la mejor posición del paciente a través de los datos acumulados recopilados durante las primeras sesiones de tratamiento.  Reduce el riesgo de error sistemático, sin embargo, el riesgo de error aleatorio puede persistir.

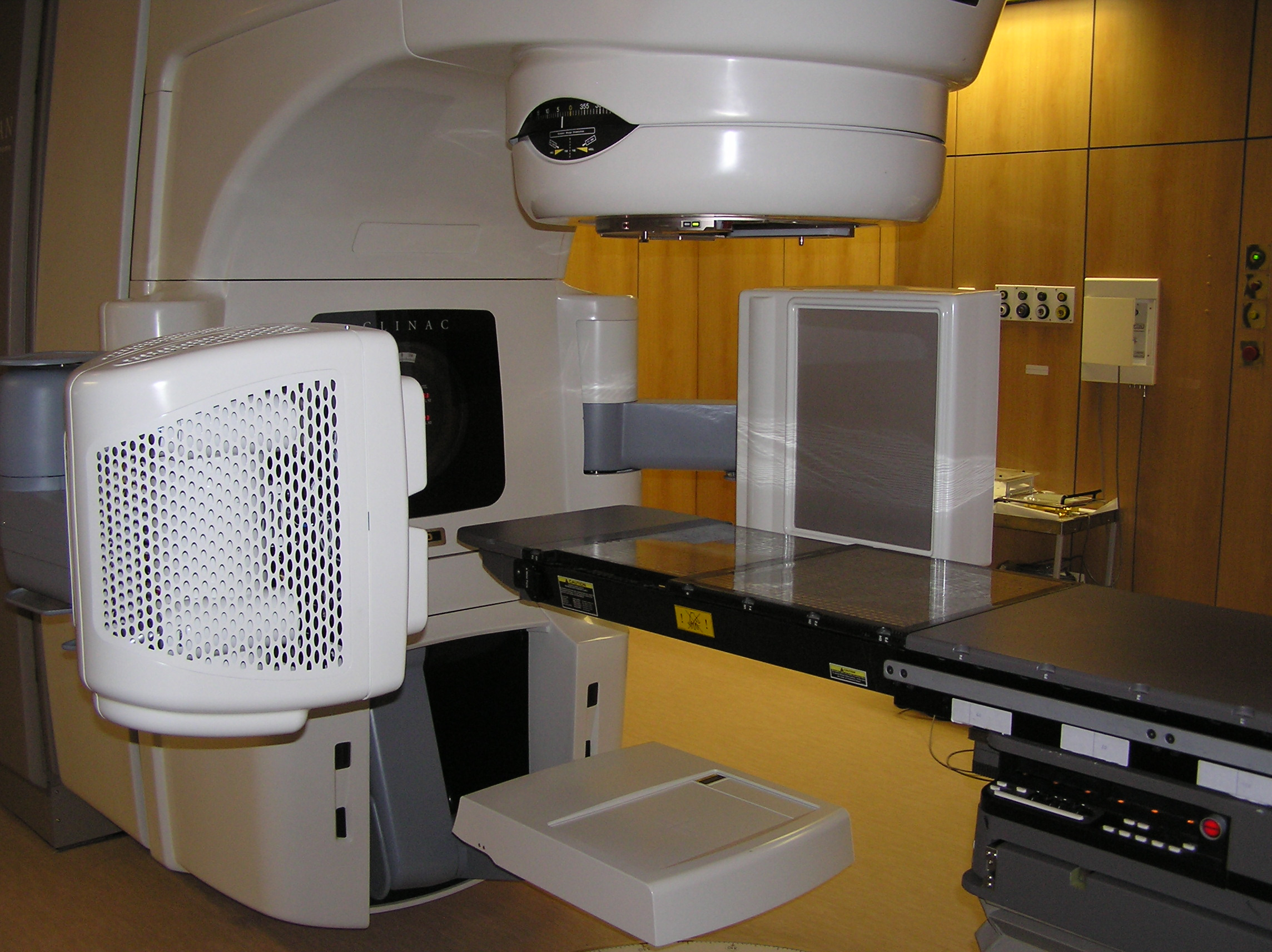
Acelerador lineal médico con dispositivo IGRT extendido, perpendicular a la trayectoria del haz de radiación

## Tecnologías de IGRT

### Imagen portal
La formación de imágenes portales es la adquisición de imágenes mediante un haz de radiación que se utiliza para administrar radioterapia a un paciente. Si no todo el haz de radiación se absorbe o se dispersa en el paciente, la parte que atraviesa puede medirse y usarse para producir imágenes del paciente.
Es difícil establecer el uso inicial de la imagen portal para definir la ubicación del campo de radiación. Desde los primeros días de la radioterapia, se utilizaron rayos X o rayos gamma para desarrollar películas radiográficas de gran formato para su inspección. Con la introducción de las máquinas de cobalto-60 en la década de 1950, la radiación fue más profunda dentro del cuerpo, pero con menor contraste y escasa visibilidad subjetiva. Hoy en día, utilizando los avances en los dispositivos de imágenes digitales, el uso de imágenes de portal electrónico se ha convertido tanto en una herramienta para la colocación precisa en el campo como en una herramienta de garantía de calidad para que los oncólogos radioterapeutas revisen durante las revisiones de las películas de verificación.

### Imágenes de portal electrónico
Las imágenes de portal electrónico (EPID, electronic portal imagen device) son sistemas de producción de imágenes digitales 2D de los campos de tratamiento obtenidas con el haz de tratamiento, es decir, con megavoltaje. Para ello se incorpora al acelerador lineal un brazo opuesto al cabezal del tratamiento que sustenta un panel perpendicular al haz, donde se registran las imágenes.
Los EPID tienen diversas ventajas frente a las radiografías convencionales. Es un sistema fácil de usar con el que las imágenes portales son obtenidas de forma rápida, visualizándose de forma inmediata en la pantalla del ordenador junto a la imagen de referencia correspondiente (generalmente una radiografía digital reconstruida, DRR). Tras la adquisición la imagen se guarda en el disco duro para ser evaluada con posterioridad, incluso enviada por correo electrónico. Otra ventaja es que el sistema permite variar las características de la imagen (brillo, contraste, etc) para mejorar su calidad y facilitar su evaluación.
Los EPID presentan dos inconvenientes principales. Por un lado, no todos los sistemas disponen de un software de cálculo automático de las desviaciones, lo que introduce la posibilidad de errores operador-dependientes. Por otro lado, los EPID no permiten visualizar partes blandas  y la verificación basada en estructuras óseas puede dejar un error residual considerable. El implante de marcadores radiopacos permite determinar la posición de partes blandas en imágenes digitales como se puede utilizar en cáncer de próstata y otras localizaciones como el hígado.
La imagen portal se comprara con la de referencia para detectar errores en el alineamiento de los capos, en la conformación del colimador multiláminas y en la colocación del haz de irradiación. El sistema es tan sencillo que permite la obtención diaria de imágenes portales.
Se han comercializado tres tipos de EPID: sistemas de fluoroscopia, sistemas con cámaras de ionización en una matriz líquida y paneles de silicio amorfo (AMFPI, active matrix flat panel imaging), que son los más modernos y los que consiguen una calidad de imagen superior a los otros dos, pero con la desventaja de que sus componentes se deterioran progresivamente por la radiación.

### Seguimiento óptico
El seguimiento óptico implica el uso de una cámara para transmitir información de posición de los objetos dentro de su sistema de coordenadas inherente por medio de un subconjunto del espectro electromagnético de longitudes de onda que abarcan la luz ultravioleta, visible e infrarroja. La navegación óptica se ha utilizado durante los últimos 10 años en la cirugía guiada por imágenes (neurocirugía, otorrinolaringología y ortopédica) y ha aumentado su prevalencia dentro de la radioterapia para proporcionar información en tiempo real a través de señales visuales en interfaces gráficas de usuario (GUI). Para este último, se utiliza un método de calibración para alinear el sistema de coordenadas nativo de la cámara con el del marco de referencia isocéntrico de la sala de administración del tratamiento de radiación. A continuación, se utilizan herramientas de seguimiento óptico para identificar las posiciones de los puntos de configuración de referencia del paciente y se comparan con su ubicación dentro del sistema de coordenadas CT de planificación. Se realiza un cálculo basado en la metodología de mínimos cuadrados utilizando estos dos conjuntos de coordenadas para determinar una traslación de la mesa de tratamiento que dará como resultado la alineación del isocentro planificado del paciente con el de la sala de tratamiento. Estas herramientas también se pueden utilizar para la monitorización intra-fracción de la posición del paciente colocando una herramienta de seguimiento óptico en una región de interés para iniciar la administración de radiación.
Los sistemas de radioterapia guiada por superficie, (SGRT, Surface Guided Radiation Therapy) utilizan la combinación de un proyector y una o varias unidades de cámara para registrar una superficie 3D en tiempo real de los pacientes. Se utiliza una superficie de referencia relativa a la posición del isocentro del tratamiento para calcular la corrección necesaria de la posición del paciente en las direcciones de traslación y rotación. Hay cuatro tecnologías principales de exploración de superficies ópticas utilizadas en radioterapia:
1. Escáneres láser,[12]
2. Sistemas de tiempo de vuelo,[13]
3. Sistemas de estereovisión[14]
4. Sistemas de luz estructurada[15]

### RayosX digitales
El equipo de rayos X digital montado en el dispositivo de tratamiento por radiación se utiliza a menudo para visualizar la anatomía interna del paciente en un momento antes o durante el tratamiento, que luego se puede comparar con la serie de TC de planificación original. El uso de una configuración ortogonal de dos ejes radiográficos es común, para proporcionar medios para la verificación de la posición del paciente de alta precisión.

### Tomografía computarizada (TC)
Un método de imágenes médicas que emplea tomografía en el que el procesamiento de geometría digital se utiliza para generar una imagen tridimensional de las estructuras internas de un objeto a partir de una gran serie de imágenes de rayos X bidimensionales tomadas alrededor de un solo eje de rotación. La TC produce un volumen de datos, que puede manipularse, mediante un proceso conocido como ventana, para demostrar varias estructuras en función de su capacidad para atenuar y prevenir la transmisión del haz de rayos X incidente.

### TC convencional
Con el creciente reconocimiento de la utilidad de las imágenes de TC en el uso de estrategias de guía para igualar la posición del volumen de tratamiento y la ubicación del campo de tratamiento, se han diseñado varios sistemas que colocan una máquina de TC 2-D convencional real en la sala de tratamiento junto con el acelerador lineal de tratamiento. La ventaja es que la TC convencional proporciona una medida precisa de la atenuación del tejido, lo cual es importante para el cálculo de la dosis (por ejemplo, TC sobre rieles).

### Tomografía computarizada de haz cónico
Los sistemas guiados por imágenes basados en tomografía computarizada de haz cónico (CBCT, Cone-beam computed tomography) se han integrado con aceleradores lineales médicos con gran éxito. Con las mejoras en la tecnología de pantalla plana, CBCT ha podido proporcionar imágenes volumétricas y permite la monitorización radiográfica o fluoroscópica durante todo el proceso de tratamiento. La TC de haz cónico adquiere muchas proyecciones sobre todo el volumen de interés en cada proyección. Utilizando estrategias de reconstrucción impulsadas por Feldkamp, las proyecciones 2D se reconstruyen en un volumen 3D análogo al conjunto de datos de planificación de TC.

### MVCT
La tomografía computarizada de megavoltaje (MVCT) es una técnica de imágenes médicas que utiliza el rango de megavoltaje de rayos X para crear una imagen de estructuras óseas o estructuras sustitutas dentro del cuerpo. La lógica original para MVCT fue impulsada por la necesidad de estimaciones de densidad precisas para la planificación del tratamiento. Tanto la localización del paciente como la de la estructura diana fueron usos secundarios. Es el sistema IGRT que utiliza la tomoterapia helicoidal.

### Resonancia magnética
La primera máquina de radioterapia guiada por IRM clínicamente activa, el dispositivo ViewRay, se instaló en St. Louis, MO, en el Centro Oncológico Alvin J. Siteman del Hospital Barnes-Jewish y la Facultad de Medicina de la Universidad de Washington. El tratamiento de los primeros pacientes se anunció en febrero de 2014. Actualmente se están desarrollando otras máquinas de radioterapia que incorporan el seguimiento de tumores por resonancia magnética en tiempo real. La radioterapia guiada por resonancia magnética permite a los médicos ver la anatomía interna de un paciente en tiempo real utilizando imágenes continuas de tejidos blandos y les permite mantener los haces de radiación en el objetivo cuando el tumor se mueve durante el tratamiento.

### Ultrasonido
El ultrasonido se utiliza para la configuración diaria del paciente. Es útil para tejidos blandos como mama y próstata. El sistema BAT (Best Nomos) y Clarity (Elekta) son los dos sistemas principales que se utilizan actualmente. El sistema Clarity se ha desarrollado aún más para permitir el seguimiento del movimiento de la próstata dentro de la fracción a través de imágenes transperineales. Sus inconvenientes son que solo se pueden emplear para irradiaciones prostáticas y que se necesita una persona especialmente entrenada para realizar la ecografía e interpretarla.

### Transpondedores electromagnéticos
Si bien no es IGRT per se, los sistemas de transpondedor electromagnético buscan cumplir exactamente la misma función clínica que CBCT o rayos X kV, pero proporcionan un análisis más temporalmente continuo del error de configuración análogo al de las estrategias de seguimiento óptico. Por lo tanto, esta tecnología (aunque no implica el uso de "imágenes") generalmente se clasifica como un enfoque IGRT.

### IGRT con control de movimientos respiratorios
Debido a los movimientos del volumen de tratamiento dentro del pulmón por los movimientos respiratorios, es necesario conocer con precisión la localización el tumor. Se han desarrollado varios métodos de IGRT con control de los movimientos respiratorios:

#### Tracking
Es el desplazamiento del tumor correlacionado con las fases de la respiración utilizando detectores de movimiento de la pared torácica o del flujo respiratorio. El haz de radiación se coordina con el movimiento pulmonar mediante ajustes en la posición del acelerador o mediante movimientos de las láminas del colimador CML.

#### Sincronización respiratoria
La sincronización respiratoria (respiratory gating) consiste en irradiar el tumor durante una fase de la respiración, conociendo el movimiento tumoral respecto al ciclo respiratorio. Se suele utilizar en la fase de la espiración por ser la parte más larga y estable del ciclo respiratorio.

#### Inhibición respiratoria
Consiste en manipular el ciclo respiratorio de forma artificial para así reducir los movimientos respiratorios. Se puede realizar de dos maneras.

##### Control voluntario
Retención de la respiración en inspiración profunda, (DIBH, Deep Inspiration Breath Hold): El paciente contiene la respiración manteniendo de esta manera el tumor en una posición estable. El tratamiento se administra durante los segundos que el paciente es capaz de mantenerse sin respirar. Está técnica precisa de un entrenamiento del paciente.  Actualmente, existen dos técnicas muy utilizadas para DIBH, DIBH voluntario (vDIBH) y DIBH moderado. La DIBH moderada es una técnica en la que se utilizan dispositivos conocidos como dispositivos de control activo de la respiración (ABC, active breathing control). Estos dispositivos suelen utilizar un espirómetro que permite controlar el flujo de aire a lo largo del ciclo respiratorio y detener el flujo de aire en un volumen umbral establecido, lo que hace que el paciente contenga la respiración para mantener este volumen. En la DIBH voluntaria (vDIBH), se monitorea el movimiento respiratorio y se le indica al paciente que contenga la respiración en ciertos puntos del ciclo respiratorio. Se coloca un dispositivo en el tórax del paciente y el desplazamiento vertical a lo largo del ciclo respiratorio proporciona datos sustitutos para crear un trazado de la respiración del paciente. Con esta técnica, se instruye al paciente y debe contener la respiración voluntariamente. El haz de radiación se puede activar para detener el tratamiento cuando la señal de respiración cae fuera de un umbral preestablecido. Este tipo de gating en DIBH, en el que el haz se apaga solo en el caso de que la retención de la respiración esté fuera del rango objetivo, debe diferenciarse del gating respiratorio estándar, en la que el paciente respira libremente y el haz se apaga repetidamente durante una parte predeterminada del ciclo respiratorio. 

##### Compresor abdominal
Se utiliza un compresor diafragmático que ejerce una compresión uniforme en el abdomen, limitando el movimiento respiratorio diafragmático y forzando la utilización de los músculos intercostales para respirar. Es el método que menos control produce del movimiento respiratorio.

### TAC 4 D
La tomografía computarizada en cuatro dimensiones (4DCT) obtiene una imagen de un volumen de tomografía tridimensional que contiene una estructura en movimiento durante un periodo de tiempo, creando un conjunto de datos de volumen dinámico. La 4DCT se utiliza durante la planificación de la radioterapia para conocer todas las posiciones que ocupa el tumor durante el ciclo respiratorio y así tener más precisión en la administración de la radioterapia.